# 2e bataillon de renseignement (États-Unis)
Pour les articles homonymes, voir 2e bataillon.
Le 2e bataillon de renseignement (2d Intelligence Battalion ou 2d Intel) est une unité de renseignement militaire du corps de renseignement et de contre-espionnage de l'US Marine Corps. L'unité est basée au Marine Corps Base de Camp Lejeune en Caroline du Nord, USA. Ils fournissent au II Marine Expeditionary Force du renseignement et des analyses. 

## Mission
Planifier et diriger, collecter, traiter, produire et diffuser des renseignements et fournir un soutien au contre-espionnage à l'élément de commandement de la MEF, aux principaux commandements subordonnés à la MEF, aux forces tactiques des Marines (MAGTF) subordonnées ainsi qu'à d'autres commandements, selon les instructions. 

## Unités subordonnées
- Quartier général et compagnie de quartier général
- Compagnie de surveillance du champ de bataille
- Compagnie d'appui directe
- Compagnie des opérations de renseignement
- Compagnie de renseignement humain de contre-espionnage

## Récompenses de l'unité
Une citation ou une mention élogieuse est une décoration décernée à une unité pour l'action citée. Les membres de l'unité qui ont participé à ces actions sont autorisés à porter sur leur uniforme la citation de l'unité attribuée. Le 2nd Intel Battalion a reçu les décorations suivantes : 
| Ruban | Prix unitaire                                             |
|       | Navy Unit Commendation                                    |
|       | Meritorious Unit Commendation                             |
|       | Nationale Defense Service Medal avec une étoile de bronze |
|       | Armed Forces Expeditionary Medal                          |
|       | Southwest Asia Service Medal avec deux étoiles de bronze  |
|       | Afghanistan Campagne Medal                                |
|       | Iraq Campaign Medal avec une étoile d'argent              |
|       | Global War on Terrorism Expeditionary Medal               |
|       | Global War on Terrorism Service Medal                     |